# لیوونیا، ایندیانا
لیوونیا (به انگلیسی: Livonia) یک شهر در ایالات متحده آمریکا است که در Madison Township واقع شده‌است. لیوونیا ۲٫۶۹ کیلومتر مربع مساحت و ۱۲۸ نفر جمعیت دارد و ۲۴۰ متر بالاتر از سطح دریا واقع شده‌است.